# Wilhelm de Tracy

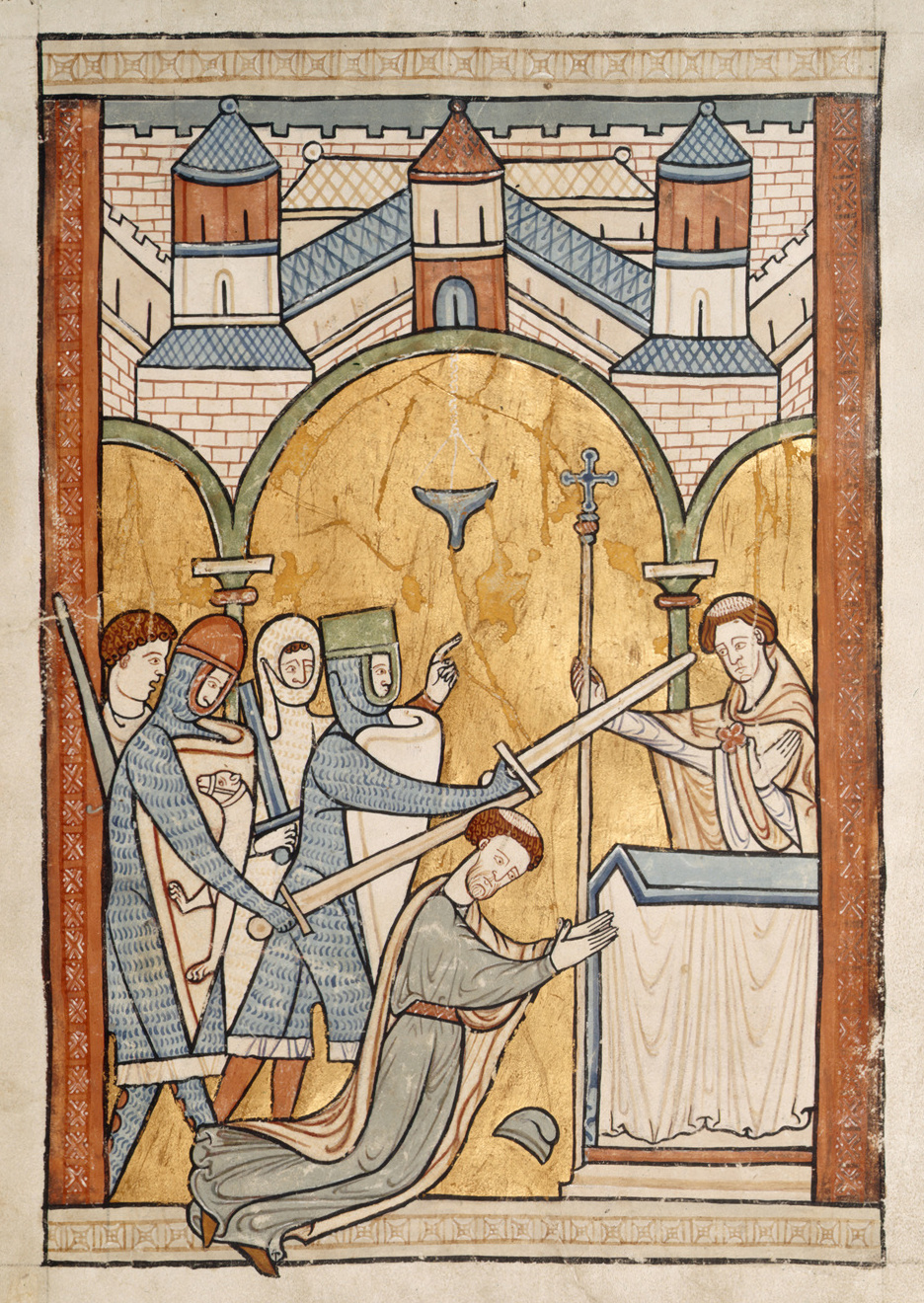
Zabójstwo Thomasa Becketa

Wilhelm de Tracy (ur. ok. 1130, zm. ok. 1190) – pan posiadłości Toddington, feudalny baron Bradninch, lord Moretonhampstead, jeden z zabójców arcybiskupa Canterbury Thomasa Becketa. Najprawdopodobniej był nieślubnym synem króla Anglii Henryka I i Gievy de Tracy.
Po raz pierwszy występuje jako świadek przy darowiźnie swojego krewnego, Ralpha de Sudeley, który przekazał opactwu w Gloucester posiadłość Yanworth. Wilhelm dokonał darowizn na rzecz opactwa św. Stefana w Plessis-Grimoult, ufundował przytułek dla trędowatych w Coismas oraz był jednym z fundatorów kościoła w Alkborough. Przebudował również kościół św. Piotra, Pawła i Tomasza w Bovey Tracey oraz ufundował wieżę dla kościoła w Lapford. Te dwa ostatnie działania de Tracyego były pokutą za zabójstwo arcybiskupa Thomasa Becketa.
Becket, który znajdował się w sporze z królem Henrykiem II, został zamordowany przez czterech rycerzy królewskich (de Tracyego, Hugona de Moreville, Reginalda Fitzurse'a i Richarda le Brey) w grudniu 1170 r. Po zabójstwie rycerze uciekli do Szkocji, ale po krótkim czasie powrócili do Anglii i osiedli w zamku Knaresborough w Yorkshire należącym do de Moreville'a. 25 marca 1171 r. zabójcy Becketa zostali ekskomunikowani przez papieża Aleksandra III.
We wrześniu 1171 r. de Tracy wyruszył do Rzymu na spotkanie z papieżem. Papież nakazał zabójcom arcybiskupa walczyć przez 14 lat w Jerozolimie, a następnie powrócić do Rzymu. Nie jest jasne co nastąpiło później. Kronikarz Herbert z Bosham zapisał, że de Tracy zmarł w 1174 r. na trąd w Cosenzy na południu Italii. Lord Sudeley w opracowaniu Becket's Murderer William de Tracy, opierając się na świadectwach arcybiskupa Romualda z Salerno i Rogera z Hovenden, twierdzi, że de Tracy i inni rycerze wypełnili zadaną przez papieża pokutę, a resztę życia spędzili wiodąć żywot pustelniczy niedaleko Antiochii.
De Tracy zmarł najprawdopodobniej pod koniec lat 80. XII w. Nie wiadomo, gdzie jest pochowany.